# Войдат
Войдат Кейстутович (ум. после 1401) — князь новогрудский, сын князя трокского Кейстута и внук великого князя литовского Гедимина.

## Биография
Дважды упоминается в надежных исторических источниках. Согласно хронике Виганда из Марбурга, Войдат командовал гарнизоном Ковенского замка во время трехнедельной осады тевтонскими крестоносцами в апреле 1362 года. Князь Войдат с 36-ю воинами пытался пробиться из осажденного замка, но был взят в плен. После упорной обороны замок был захвачен и разрушен. Обретение Ковенского замка было крупнейшей победой Тевтонского ордена над Литвой в XIV веке.
Согласно документу, изданному Витовтом в 1401 году, Войдат владел Новогрудским княжеством на равных правах с братом Товтивилом. Дальнейшая судьба Войдата неизвестна.
Из-за ограниченности источников, Войдата иногда путают с Вайдутом (Waydutte), сыном Бутовта и внуком Кейстута. Британский историк Стивен Роуэлл считает Бутовта и Войдата одним лицом, а разность имен объясняет диалектами литовского языка. Путаницу добавляет летопись «Хроника Быховца», сообщающая о смерти Войдата в молодости.
Дети: Юрий, Александр (?) и Иван.